# Česle

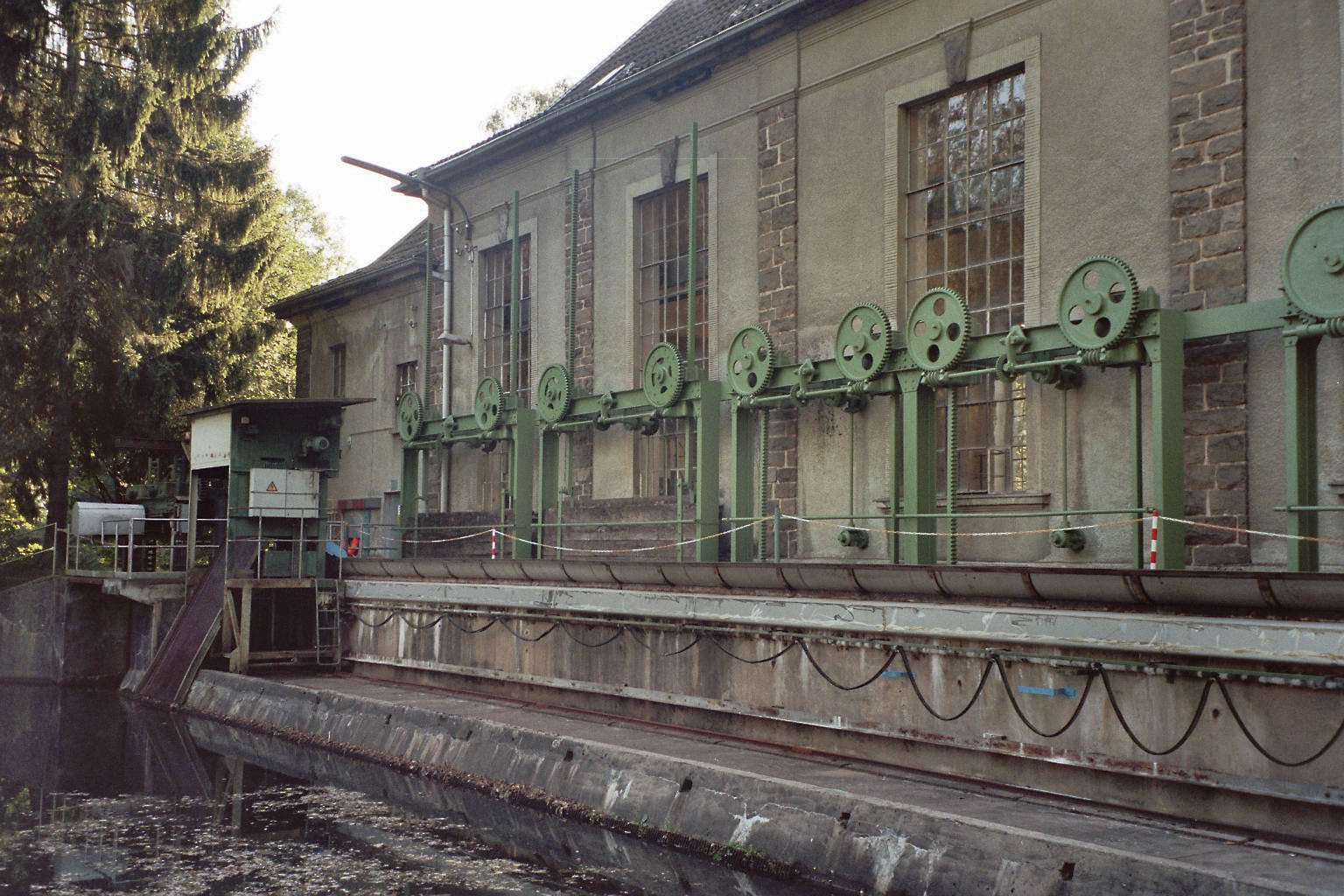
Česle před elektrárnou

Česle (též česlice či česlo nebo česla) jsou technologické zařízení sloužící k zachycení plovoucích hrubě rozptýlených nečistot. Zachycené předměty se nazývají shrabky.

## Název
Název česle může mít i podobu česlice. Podle Akademického slovníku současné češtiny jde o slovo pomnožné, Slovník spisovného jazyka českého zná i jednotné číslo, avšak konstatuje, že slovo se nejčastěji vyskytuje v množném čísle. Slovo je v ženském rodu podle vzoru růže (nůše). 
Některé slovníky (SSJČ, Internetová jazyková příručka) slovo česle (v ženském rodu) striktně rozlišují od slova česlo (ve středním rodu), které označuje orgán, jímž jícen přechází v žaludek, případně též česno, tedy vstupní otvor úlu. Akademický slovník současné češtiny však slovo „česlo“ popisuje pouze ve významu mříž nebo zařízení určené k zachycování předmětů a hrubších nečistot unášených vodou nebo bránící úniku ryb, a to jak v jednotném, tak v množném čísle. Jako zdrobnělina názvu ve středním rodu je utvořeno i jméno vodníka Česílka. 
Podle Českého etymologického slovníku Jiřího Rejzka slova česlo i česno asi souvisí se slovem „česat“, protože označují něco „rozčísnutého“ na proužky. Podobu „česle“ tento slovník vůbec nezmiňuje.

## Stavba česlí
Česle je vlastně mřížoví ve vodě, zejména u hladiny. Skládá se z česlic (pruty) a z průlin (mezery mezi nimi). Umisťují se pod úhlem asi 60°, aby proud shrabky vyzvedával z vody.

## Česle na vodních tocích
Česle na řekách a zejména na náhonech slouží k zachycení plovoucích větví, kmenů, trámů a různých odpadků, v zimě ledových ker. Známe je z jezů, vodních mlýnů a elektráren, kde zabraňují vniknutí těchto předmětů do turbín (jsou typické především pro derivační vodní díla, tj. díla stavěná na náhonech).

## Česle na čistírnách odpadních vod
Zvláštní kategorií jsou česle, využívané ve vodárnách a na čistírnách odpadních vod (ČOV).
Česle na ČOV jsou důležitou součástí mechanického stupně čištění odpadních vod. Kvůli zápachu jsou zpravidla umístěna v budově zvané česlovna. 

### Dělení česlí
Česle se podle šířky průlin dělí na:
- hrubé česle – šířka průlin je 80–100 mm
- střední česle – šířka průlin je 20–25 mm
- jemné česle – šířka průlin je do 10 mm

Hrubé a střední česle zachycují největší nečistoty a chrání jemné česle. Jemné česle ochraňují čerpadla před ucpáním a usazovací nádrže před přetížením. 
Jeden občan   za rok vyprodukuje asi 2–3 l shrabků z hrubých česlí a 5–12 l shrabků z jemných česlí.

### Vyklízení česlí
Česle se vyklízí buď ručně (ručně stírané česle) (čímsi co vypadá trochu jako hrábě), nebo strojně (strojně stírané česle, spouštěné obsluhou) anebo automaticky. Automatické vyklízení je sepnuto na základě vzestupu hladiny před česlemi při ucpání průlin a zvýšení tlakové ztráty na česlích (používá se hladinový spínač). Automatických česlí je několik typů, ty nejběžnější fungují na principu nekonečného pásu, který se čas od času o kus posune (krokové česle nebo řetězové česle), případně jako automatický shrabovák. Dalšími variantami jsou rotační česle, příp. bubnové česle, šnekové česle atd.

### Shrabky
Shrabky obsahují hadry, plasty, větve, kuchyňský odpad, papíry, mrtvá zvířata, zbytky fekálií, atd.
Shrabky jsou hygienicky závadné, obsahují velké množství patogenů. Odvodňují se v pístovém lisu a pak se spalují, skládkují, nebo ve výjimečných případech kompostují (mají-li dostatečně vysoký organický podíl) .

### Alternativy k česlím
Na stejném principu jako česle pracují síta. Na malých ČOV je zpracování a odklízení shrabků neekonomické, lepší je shrabky rozmělnit a nechat projít celou ČOV a aerobní stabilizací. Pro tyto účely se používají mělnicí česle a dezintegrátory.

### Česle na vodních tocích
- Česle u jezů

### Česle v čistírnách odpadních vod
- Hrubé předčištění pro ČOV
- Sklopné česle
- Předsazené česle